# Complejo Micrurus frontalis

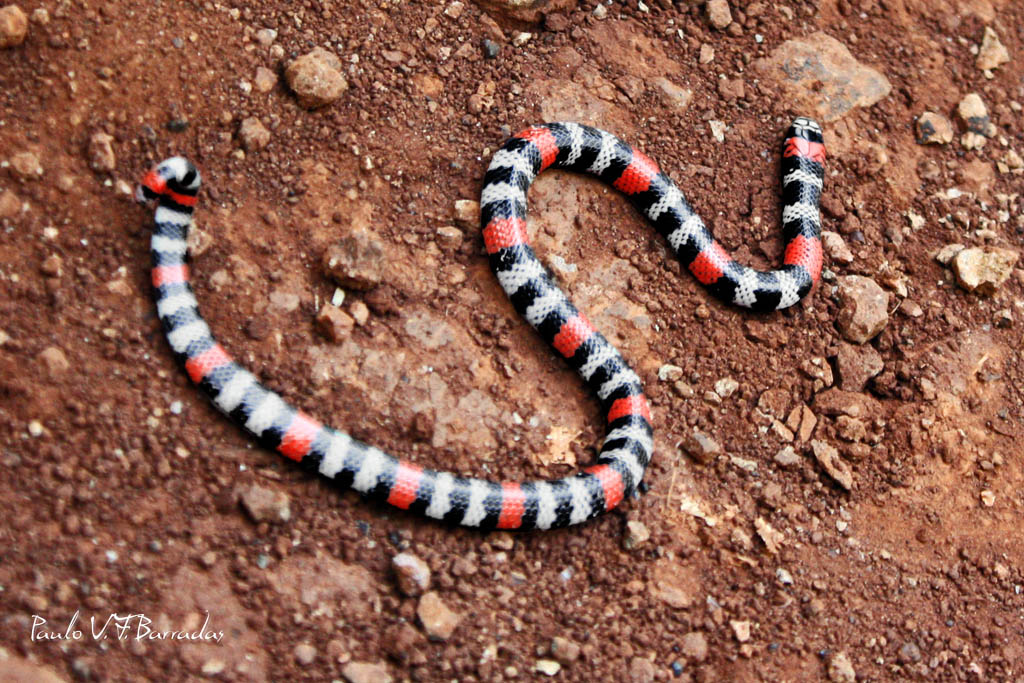
Ejemplar de este complejo de especies: Micrurus baliocoryphus.

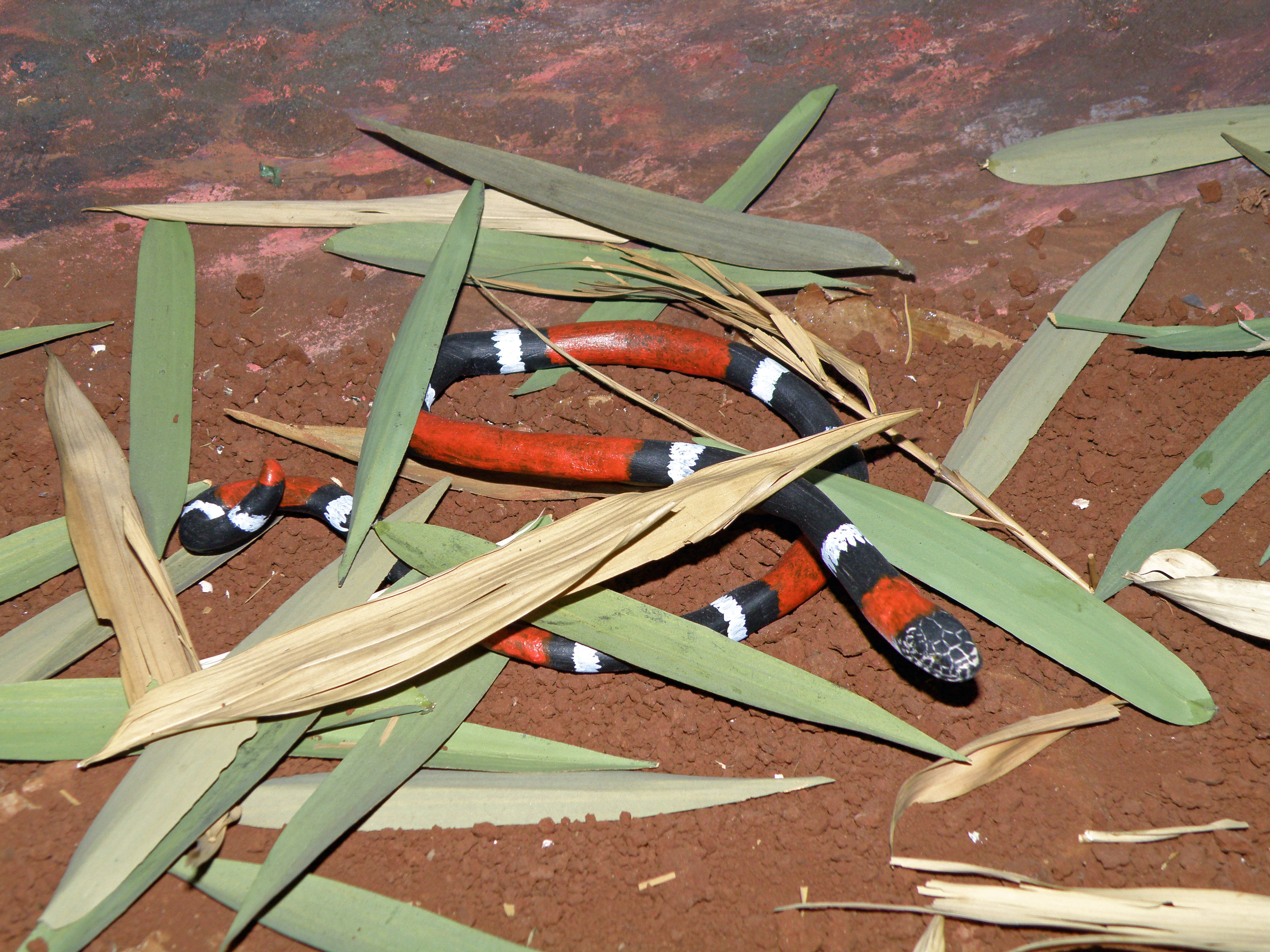
Ejemplar de este complejo de especies: Micrurus pyrrhocryptus.

Se denomina Complejo Micrurus frontalis a un complejo de especies que engloba un total de 8 especies de ofidios terrestres del género Micrurus, las que son conocidas comúnmente como serpientes coralinas o víboras de coral.
Se trata de un grupo de especies estrechamente relacionadas, donde la línea de demarcación precisa entre ellas es aún tenue, debido a su evolutivamente reciente formación. Todas ellas habitan en las regiones centrales y orientales de Sudamérica.
La variabilidad de las características morfológicas de los integrantes del conjunto se hace patente en su patrón cromático. Esta variabilidad hizo que los herpetólogos subdividieran al grupo en numerosos taxones.

## Taxonomía del géneroMicrurus
El género Micrurus contiene alrededor de 70 especies, pero los límites taxonómicos están mal definidos en muchas de ellas. Grupos fenotípicos pueden ser reconocidos sobre la base del patrón de color de sus anillos; los grupos monadal y triádico son reconocidos por muchos autores. 
Las corales monadales son diagnosticables por presentar un único anillo negro seguido por otro/s rojo y/o blanco (o amarillo); lo que forma la serie: 
| rojo | blanco | negro | blanco | rojo |
| ---- | ------ | ----- | ------ | ---- |

Las corales triádicas son diagnosticables por una combinación de caracteres que incluyen la coloración de la cabeza (vistas dorsal, lateral y ventral), hileras de escamas ventrales y subcaudales, y el patrón de la tríada (número y longitud de los anillos rojo, negro y blanco (o amarillo).
En todo este último grupo hay un patrón que muestra, entre anillos rojos, tríadas de 3 anillos negros (formados por dos anillos interiores blancos —o amarillos—); lo que crea la serie: 
| rojo | negro | blanco | negro | blanco | negro | rojo |
| ---- | ----- | ------ | ----- | ------ | ----- | ---- |

En 2004, y sobre la base de diferencias fenotípicas, J. A. Campbell y W. W. Lamar propusieron cuatro grupos, lo que luego también fue sugerido, en parte, por otros autores, los que se basaron en sus relaciones evolutivas: 
- monadal (con 44 especies),
- triádico centroamericano (con 2 especies),
- corales bicolores (con 4 especies), y
- triádico sudamericano (con 20 especies).

Las especies que componen el triádico sudamericano presentan dificultades en su diferenciación; esto se agrava en el caso de un grupo de ellas, las que mantienen un tronco común, y que exhiben tal semejanza que torna sumamente engorrosa su determinación taxonómica. Para este último grupo se creó el «Complejo Micrurus frontalis».  

### Historia taxonómica del «ComplejoMicrurus frontalis»
Los taxones que integran este complejo, tanto los que habían sido descritos originalmente como especies plenas, como los que directamente se hizo lo propio con la categoría de subespecies, fueron mayormente subordinados como simples subespecies de una única especie: Micrurus frontalis. A fines del siglo XX, los investigadores encontraron mayores diferencias entre ellas que lo que se creía hasta ese momento, por lo que se pasó a considerarlas como especies plenas, agrupándolas en este conjunto ya que, al tener un origen común, presentan características particulares y aglutinantes dentro del género Micrurus, por lo que fueron elevadas a buenas especies, algunas por Roze en el año 1996 (M. pyrrhocryptus y M. diana) y otras por Silva y Sites en el año 1999 (M. altirostris, M. baliocoryphus, M. brasiliensis y M. tricolor). Posteriormente, otra especie fue descrita para la ciencia e incorporada a este complejo.

### Especies que lo integran
El «Complejo Micrurus frontalis» incluye un total de 8 especies: 
- Micrurus altirostris (Cope, 1860),
- Micrurus baliocoryphus (Cope, 1862),
- Micrurus brasiliensis Roze, 1967,
- Micrurus frontalis (Duméril, Bibron & Duméril, 1854),
- Micrurus diana Roze, 1983,
- Micrurus pyrrhocryptus (Cope, 1862),
- Micrurus silviae Di Bernardo, Borges-Martins & da Silva, 2007,
- Micrurus tricolor Hoge, 1956.

## Distribución y hábitat
Las especies de este complejo habitan en arbustales, sabanas, bosques y selvas desde el centro del Brasil, el este de Bolivia, el Paraguay, el Uruguay y el norte y centro de la Argentina.